# ARCT-154
ARCT-154, hay VBC-COV19-154 ở Việt Nam, là một ứng viên vắc-xin COVID-19 do Arcturus Therapeutics phát triển. Arcturus hợp tác với Vinbiocare, một công ty Việt Nam trong các thử nghiệm lâm sàng và sản xuất.